# Bernard Thompson
Bernard Louis Thompson (Phoenix, 30 agosto 1962) è un ex cestista e allenatore di pallacanestro statunitense, professionista nella NBA, in Israele, Germania e Cile.

## Carriera
Venne selezionato dai Portland Trail Blazers al primo giro del Draft NBA 1984 (19ª scelta assoluta).
Con gli Stati Uniti disputò le Universiadi di Edmonton 1983.

## Statistiche

### College
| Anno      | Squadra             | PG  | PT | MP   | TC%  | 3P% | TL%  | RP  | AP  | PRP | SP  | PP   |
| --------- | ------------------- | --- | -- | ---- | ---- | --- | ---- | --- | --- | --- | --- | ---- |
| 1980-1981 | Fresno St. Bulldogs | 23  | -  | 11,3 | 52,8 | -   | 70,8 | 2,0 | 0,6 | 0,6 | 0,2 | 3,9  |
| 1981-1982 | Fresno St. Bulldogs | 30  | -  | 27,9 | 58,2 | -   | 77,2 | 3,8 | 0,8 | 1,4 | 0,3 | 9,2  |
| 1982-1983 | Fresno St. Bulldogs | 35  | -  | 34,6 | 59,0 | -   | 73,8 | 5,9 | 2,0 | 1,5 | 0,6 | 16,2 |
| 1983-1984 | Fresno St. Bulldogs | 33  | -  | 34,9 | 56,8 | -   | 77,6 | 5,8 | 2,5 | 1,2 | 0,3 | 15,7 |
| Carriera  | Carriera            | 121 | -  | 28,6 | 57,7 | -   | 75,4 | 4,6 | 1,6 | 1,2 | 0,4 | 12,0 |

### NBA

#### Regular Season
| Anno      | Squadra             | PG  | PT | MP   | TC%  | 3P% | TL%  | RP  | AP  | PRP | SP  | PP  |
| --------- | ------------------- | --- | -- | ---- | ---- | --- | ---- | --- | --- | --- | --- | --- |
| 1984-1985 | Portland T. Blazers | 59  | 0  | 9,1  | 37,3 | 0,0 | 76,5 | 1,3 | 0,9 | 0,5 | 0,2 | 3,3 |
| 1985-1986 | Phoenix Suns        | 61  | 20 | 21,0 | 48,9 | 0,0 | 80,9 | 2,3 | 2,2 | 0,8 | 0,2 | 8,5 |
| 1986-1987 | Phoenix Suns        | 24  | 2  | 13,8 | 40,0 | 0,0 | 81,8 | 1,3 | 0,8 | 0,5 | 0,2 | 4,6 |
| 1987-1988 | Phoenix Suns        | 37  | 7  | 15,3 | 46,5 | 0,0 | 71,7 | 2,1 | 1,4 | 0,6 | 0,0 | 5,2 |
| 1988-1989 | Houston Rockets     | 23  | 0  | 9,7  | 33,9 | 0,0 | 84,6 | 1,2 | 0,6 | 0,6 | 0,0 | 2,7 |
| Carriera  | Carriera            | 204 | 29 | 14,4 | 43,9 | 0,0 | 78,9 | 1,7 | 1,3 | 0,6 | 0,1 | 5,3 |

#### Playoffs
| Anno     | Squadra             | PG | PT | MP  | TC% | 3P% | TL% | RP  | AP  | PRP | SP  | PP  |
| -------- | ------------------- | -- | -- | --- | --- | --- | --- | --- | --- | --- | --- | --- |
| 1985     | Portland T. Blazers | 2  | 0  | 5,0 | 0,0 | -   | 100 | 1,5 | 1,0 | 0,0 | 0,5 | 1,0 |
| Carriera | Carriera            | 2  | 0  | 5,0 | 0,0 | -   | 100 | 1,5 | 1,0 | 0,0 | 0,5 | 1,0 |

## Palmarès

### Giocatore

#### Squadra
- Campione NIT (1983)
- Coppa di Germania: 2

TBB Trier: 1998, 2001

#### Individuale
- Migliore tiratore di liberi CBA (1992)